# Gundersheim

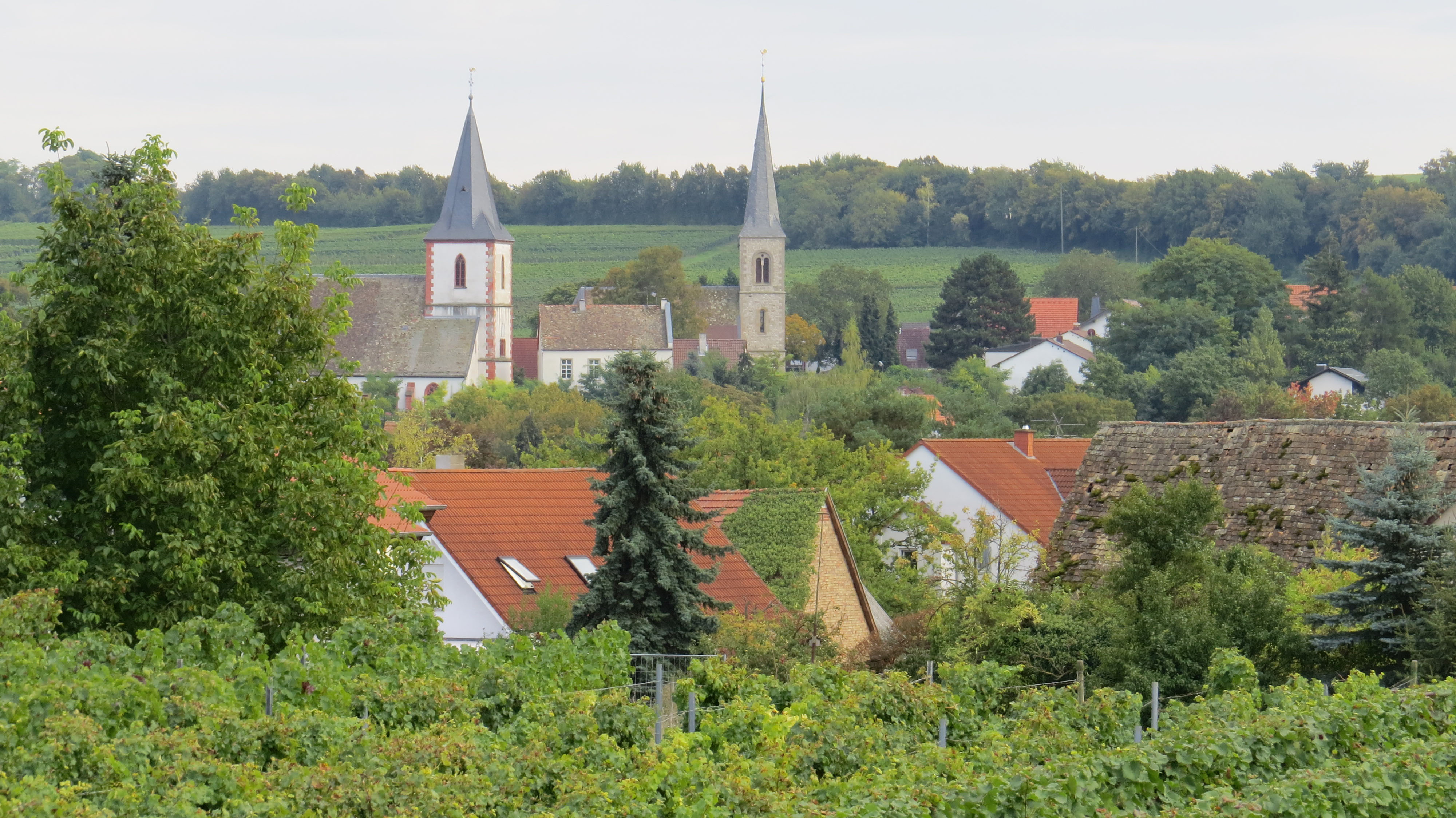
Gundersheim von Norden

Gundersheim ist eine Ortsgemeinde im Landkreis Alzey-Worms in Rheinland-Pfalz. Sie gehört der Verbandsgemeinde Wonnegau an.

## Geographie
Als Weinbaugemeinde liegt Gundersheim im größten Weinbau treibenden Landkreis Deutschlands und mitten im Weinanbaugebiet Rheinhessen. Es liegt ca. 6 Kilometer südöstlich von Alzey.
Enzheim ist ein Ortsteil von Gundersheim. Zur Gemeinde gehören auch die Wohnplätze Haus Bösel, Hof Haumühle und Mönch-Bischheimerhof.

## Geschichte
Der Ort Gundersheim wurde am 18. September 769 in einer Schenkungsurkunde des Klosters Lorsch (Codex Laureshamensis Urkunde Nr. 920, Reg. Nr. 424) als Guntirsh erstmals urkundlich erwähnt. Auch das Kloster Weißenburg im Elsass besaß im 9. Jahrhundert nachweislich einen Herrenhof in Gundersheim und auch das Kloster Otterberg war im Ort begütert. Ende des 10. Jahrhunderts wurde der bisherige Weißenburger Besitz salisches, dann staufisches Eigentum. Seit dem Hochmittelalter wechselten die Besitzer häufiger. Anteil an Gundersheim hatten u. a. die Rau-, Wild- und Rheingrafen, die Pfälzer Kurfürsten, die Herzöge von Nassau und die Grafen von Sponheim. 1475 wurde Gundersheim endgültig kurpfälzisch. Verwaltet wurde es als Teil des Oberamts Alzey.
Nach der Besetzung des Linken Rheinufers durch französische Revolutionstruppen (1794) gehörte der Ort von 1798 bis 1814 zum Kanton Pfeddersheim im Departement Donnersberg. Nach dem Wiener Kongress (1815) gehörte Gundersheim von 1816 an zur Provinz Rheinhessen im Großherzogtum Hessen, ab 1919 zum Volksstaat Hessen, und 1946 ging es mit der früheren hessischen Provinz Rheinhessen an das neugebildete Land Rheinland-Pfalz über.
Bevölkerungsentwicklung
Die Entwicklung der Einwohnerzahl von Gundersheim, die Werte von 1871 bis 1987 beruhen auf Volkszählungen:
| Jahr | Einwohner |
| ---- | --------- |
| 1815 | 850       |
| 1835 | 1.083     |
| 1871 | 1.132     |
| 1905 | 1.224     |
| 1939 | 1.240     |
| 1950 | 1.484     |
| 1961 | 1.478     |

| Jahr | Einwohner |
| ---- | --------- |
| 1970 | 1.500     |
| 1987 | 1.493     |
| 1997 | 1.626     |
| 2005 | 1.661     |
| 2011 | 1.618     |
| 2017 | 1.612     |
| 2023 | 1.548     |

## Religion

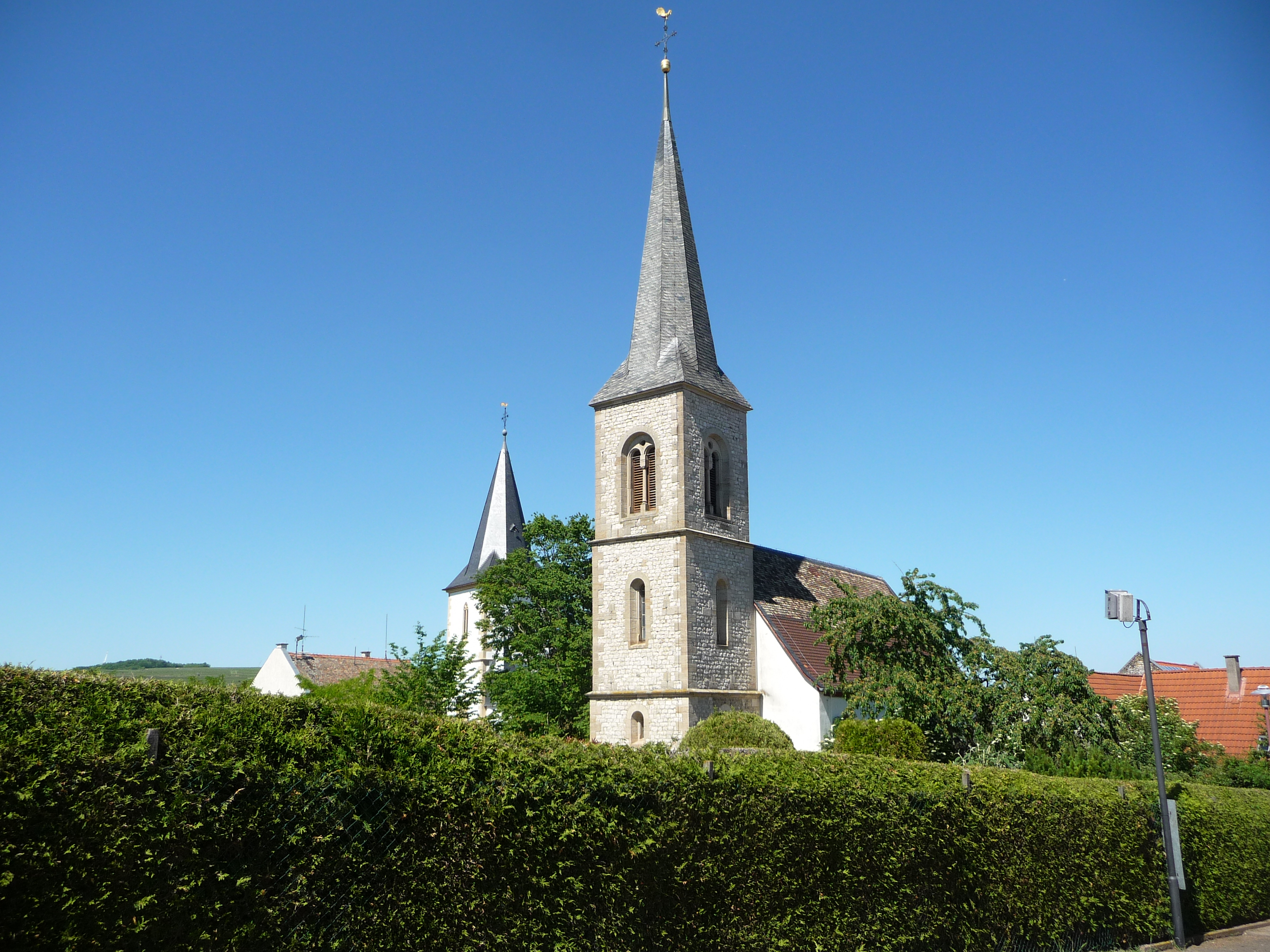
Katholische Kirche (links) und protestantische Kirche (rechts)

Gundersheim verfügt über eine protestantische und eine katholische Kirche. Die Reformation wurde 1546 durch Kurfürst Friedrich II. durchgeführt.
Der überwiegende Teil der Einwohner ist protestantisch.

## Politik

### Gemeinderat
Der Gemeinderat in Gundersheim besteht aus 16 Ratsmitgliedern, die bei der Kommunalwahl am 9. Juni 2024 in einer personalisierten Verhältniswahl gewählt wurden, und dem ehrenamtlichen Ortsbürgermeister als Vorsitzendem.
Die Sitzverteilung im Gemeinderat:
| Wahl | SPD | CDU | FDP | FWG | Gesamt   |
| ---- | --- | --- | --- | --- | -------- |
| 2024 | 7   | 4   | 3   | 2   | 16 Sitze |
| 2019 | 6   | 5   | 3   | 2   | 16 Sitze |
| 2014 | 9   | 5   | 2   | –   | 16 Sitze |
| 2009 | 8   | 6   | 2   | –   | 16 Sitze |
| 2004 | 8   | 6   | 2   | –   | 16 Sitze |
| 1999 | 9   | 5   | 2   | –   | 16 Sitze |

### Bürgermeister
Ortsbürgermeister ist Joachim Mayer (SPD). Bei der Direktwahl am 26. Mai 2019 wurde er mit einem Stimmenanteil von 80,19 % gewählt und ist damit Nachfolger von Erno Straus (SPD), der nach 27 Jahren im Amt nicht mehr kandidiert hatte. Bei der Kommunalwahl am 9. Juni 2024 wurde Joachim Mayer (SPD) als einziger Bewerber mit 81,81 % (bei 74,0 % Wahlbeteiligung) im Amt bestätigt.

### Wappen
| Wappen von Gundersheim | Blasonierung: „In Silber eine rechtshin gewendete doppelzinkige blaue Hacke beseitet von zwei blauen Trauben mit grünem Stiel und Blatt.“ |
| Wappen von Gundersheim | |

### Gemeindepartnerschaften
Gundersheim pflegt seit 1966 eine partnerschaftliche Beziehung zu der französischen Gemeinde Selongey in Burgund.

## Kultur und Sehenswürdigkeiten

### Bauwerke
- Katholische Kirche mit spätgotischem Chor und Sakristei aus dem Jahr 1492. Turm von 1521–24. Das dreischiffige Langhaus wurde 1911 im neugotischen Stil errichtet.
- Evangelische Kirche, erbaut 1726, Kirchturm von 1891.
- Kriegerdenkmal 1870/71, geschaffen durch den Bildhauer J. Sipp mit dem Standbild einer Germania auf dem Sockel

## Persönlichkeiten
- Erwin Heck (* 1928 in Gundersheim), Oberstudiendirektor, Politiker (FDP) und Staatssekretär in Rheinland-Pfalz ist Ehrenbürger seiner Heimatgemeinde Gundersheim.

### Sport
Der Turnverein Gundersheim 1863 e. V. ist der älteste Verein im Ort. Er hat Abteilungen u. a. für Aerobic, Jazztanz, Turnen und Gesundheitssport und Badminton. Seit 1920 besteht außerdem der Verein für Leibesübungen (VfL) Gundersheim mit derzeit rund 430 Mitgliedern und Abteilungen für Fußball, Tischtennis und Gymnastik.

### Regelmäßige Veranstaltungen
- Die örtliche Freiwillige Feuerwehr Gundersheim und der angehörige Förderverein laden an Fronleichnam zu einem Tage der offenen Tür ein.
- Jedes Jahr im letzten Augustwochenende findet die Rotweinkerwe statt.

## Wirtschaft und Infrastruktur

### Verkehr
Gundersheim liegt an der A 61 und verfügt über eine eigene Anschlussstelle südöstlich des Kreuzes Alzey, über das auch die A 63 Richtung Mainz bzw. Kaiserslautern erreicht werden kann. Am Sportplatz liegt eine der beiden Bushaltestellen.
Der Haltepunkt Gundersheim (Rheinhess) liegt an der Bahnstrecke Worms–Bingen Stadt. Es verkehren halbstündlich Züge nach Alzey und Worms.

### Wirtschaft
Die Gemeinde wird seit Alters her durch den Weinbau geprägt. Noch heute gibt es dort einige Weingüter. In der zweiten Hälfte des 19. Jahrhunderts bestanden zwei Zündholzfabriken, die aber um 1890 wieder eingingen. Größere Bedeutung hatte der Kalksteinbruch, der bis 1955 als Gundersheimer Kalkwerke durch die Südzucker AG in Offstein betrieben wurde und bis Mitte des 20. Jahrhunderts größter industrieller Arbeitgeber war.
Weiterhin existiert ein Gewerbegebiet mit verschiedenen, unter anderem logistisch, dienstleistungstechnisch und produktionsorientierten Unternehmen.

## Bildung
- Es existiert ein Kindergarten, welcher aufgrund des Interesses im Jahre 2005 ausgebaut wurde.
- Die Grundschule in Gundersheim wird von Kindern aus Gundersheim, Hangen-Weisheim und Bermersheim besucht.